# 6168 Isnello
6168 Isnello (tên chỉ định: 1981 EB1) là một tiểu hành tinh vành đai chính. Nó được phát hiện bởi Henri Debehogne và Giovanni de Sanctis ở Đài thiên văn La Silla ở Chile ngày 5 tháng 3 năm 1981. Nó được đặt theo tên the comune thuộc Isnello ngày Sicilia; the municipality is home to the Parco Astronomico delle Madonie, an international center for astronomy research.